# Platycephalus cultellatus
Platycephalus cultellatus är en fiskart som beskrevs av Richardson, 1846. Platycephalus cultellatus ingår i släktet Platycephalus och familjen Platycephalidae. Inga underarter finns listade i Catalogue of Life.